# Liste von Bergen in Rheinland-Pfalz

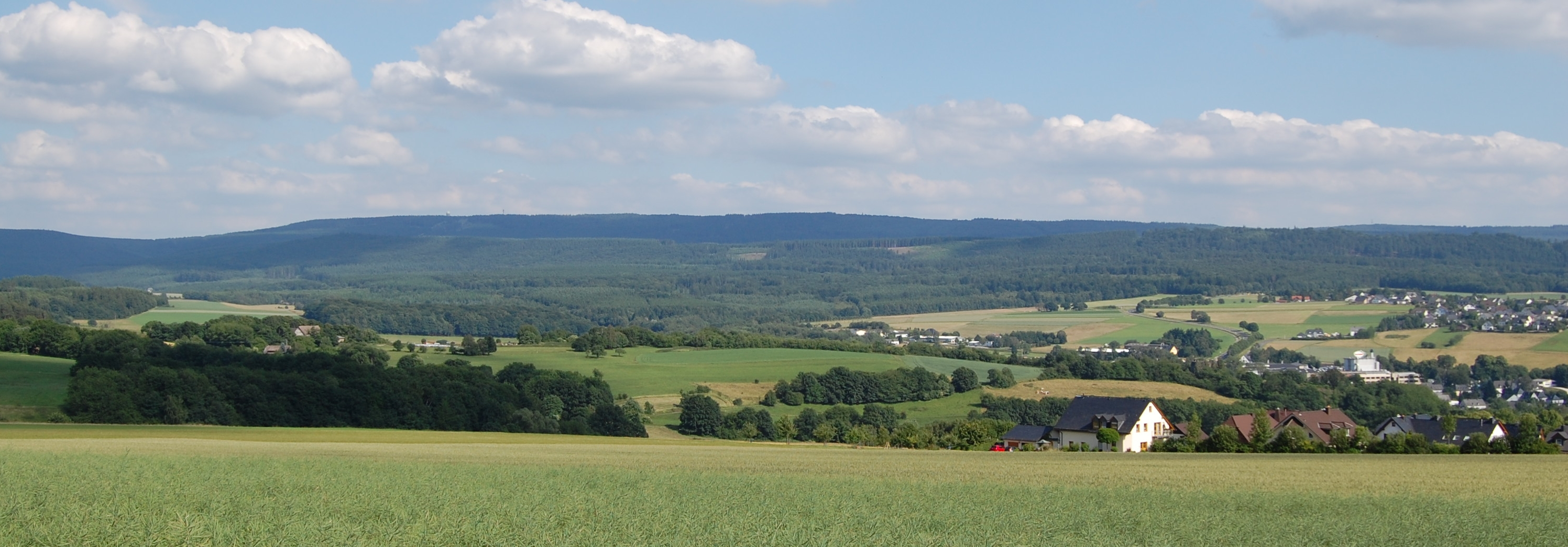
Erbeskopf, höchster Berg in Rheinland-Pfalz (Schwarzwälder Hochwald, Hunsrück)

Die Liste von Bergen in Rheinland-Pfalz zeigt eine Auswahl von Bergen und Erhebungen sowie deren Ausläufern im deutschen Bundesland Rheinland-Pfalz – sortiert nach Höhe in Meter (m) über Normalhöhennull (NHN; wenn nicht anders genannt laut ).

## Höchste Berge rheinland-pfälzischer Landschaften
In folgender Tabelle ist der/die jeweils höchste Berg/Erhebung von rheinland-pfälzischen Mittelgebirgen und Landschaften aufgeführt.
In der Spalte Mittelgebirge / Landschaft sind großflächige bzw. hohe Mittelgebirge fett und Landschaften, die keinen lokalen Höhenschwerpunkt haben oder Talsenken darstellen, deren (teils inselartige) Erhebungen aber Dominanz aufweisen, kursiv geschrieben. Durch Klick auf das (zumeist) in der Spalte Bergliste stehende Wort „Liste“ gelangt man zu einer solchen (teils auch in Fließtextform) mit weiteren Bergen der jeweiligen Landschaft oder deren Region (teils auch außerhalb von Rheinland-Pfalz). 
Die in der Ausgangsansicht nach Höhe sortierte Tabelle ist durch Klick auf die Symbole bei den Spaltenüberschriften sortierbar.

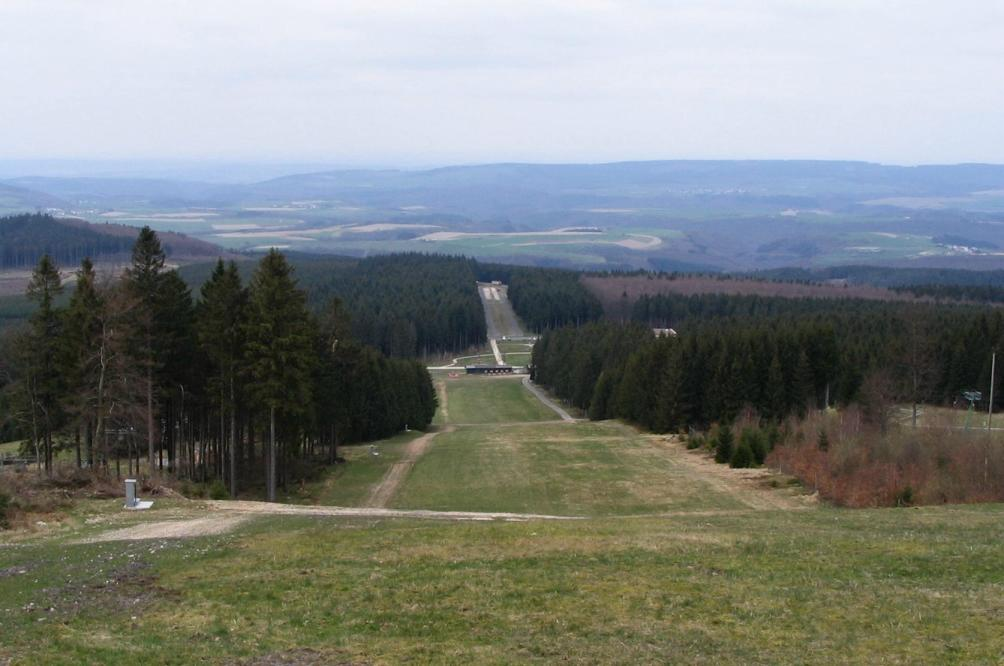
Erbeskopf
(Schwarzwälder Hochwald, Hunsrück)

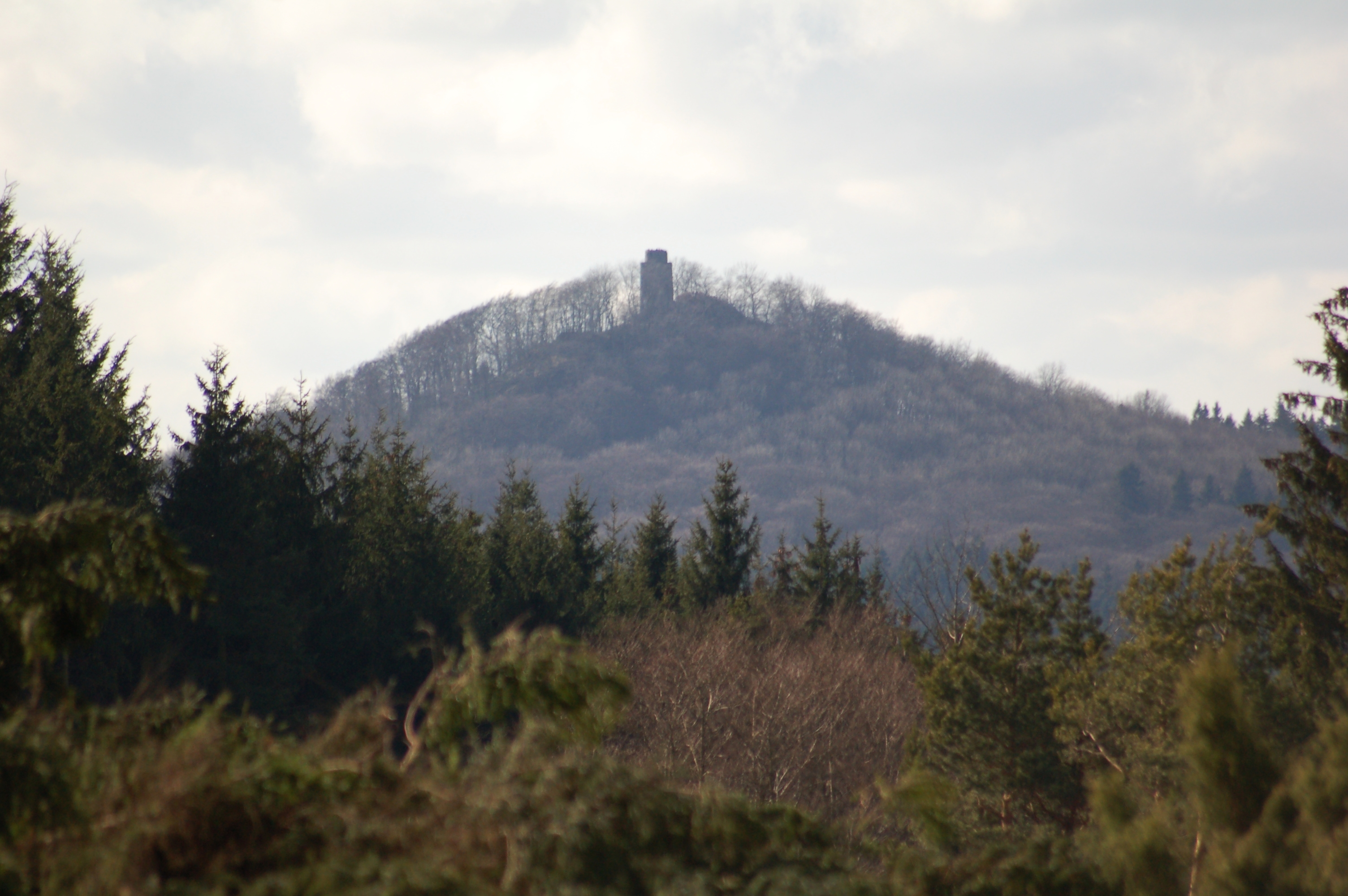
Hohe Acht
(Hohe Eifel, Eifel)

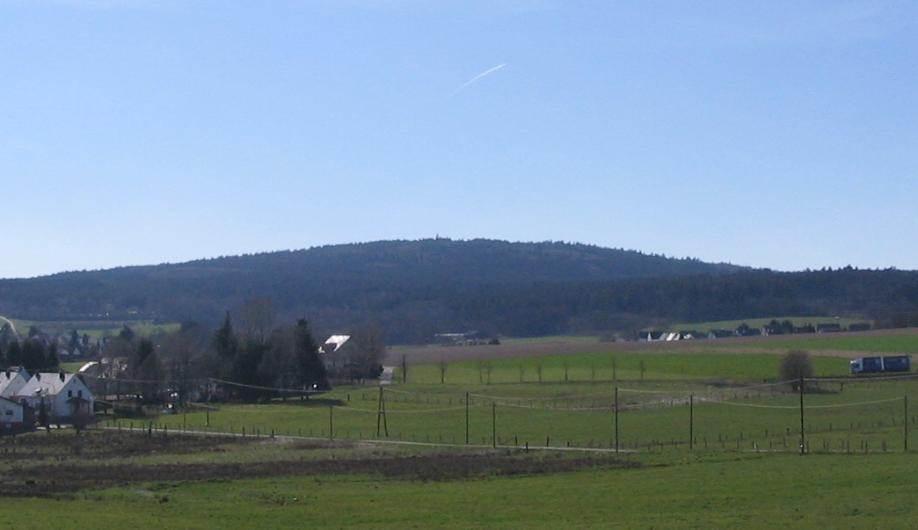
Rösterkopf
(Osburger Hochwald, Hunsrück)

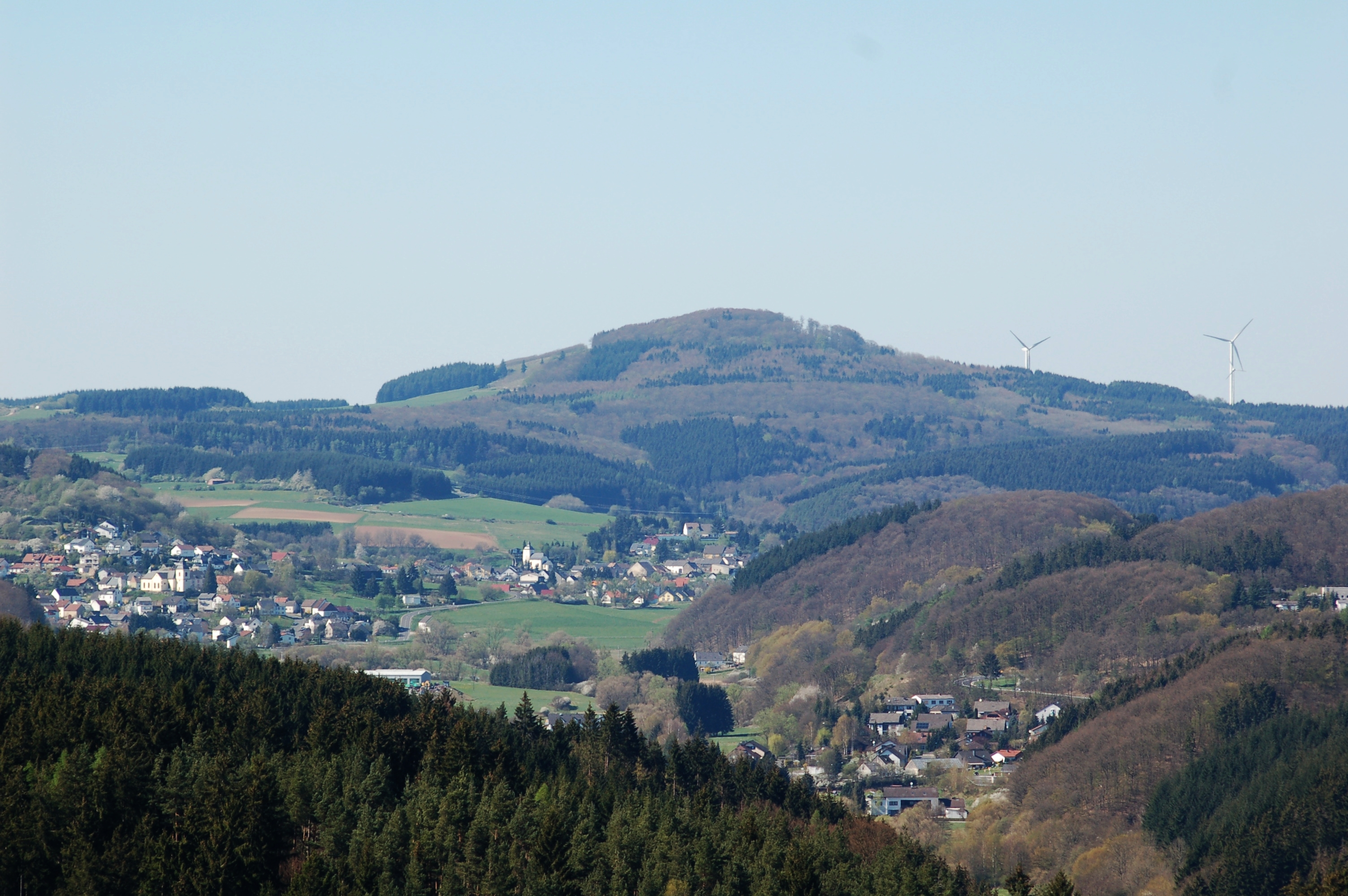
Ernstberg
(Vulkaneifel, Eifel)

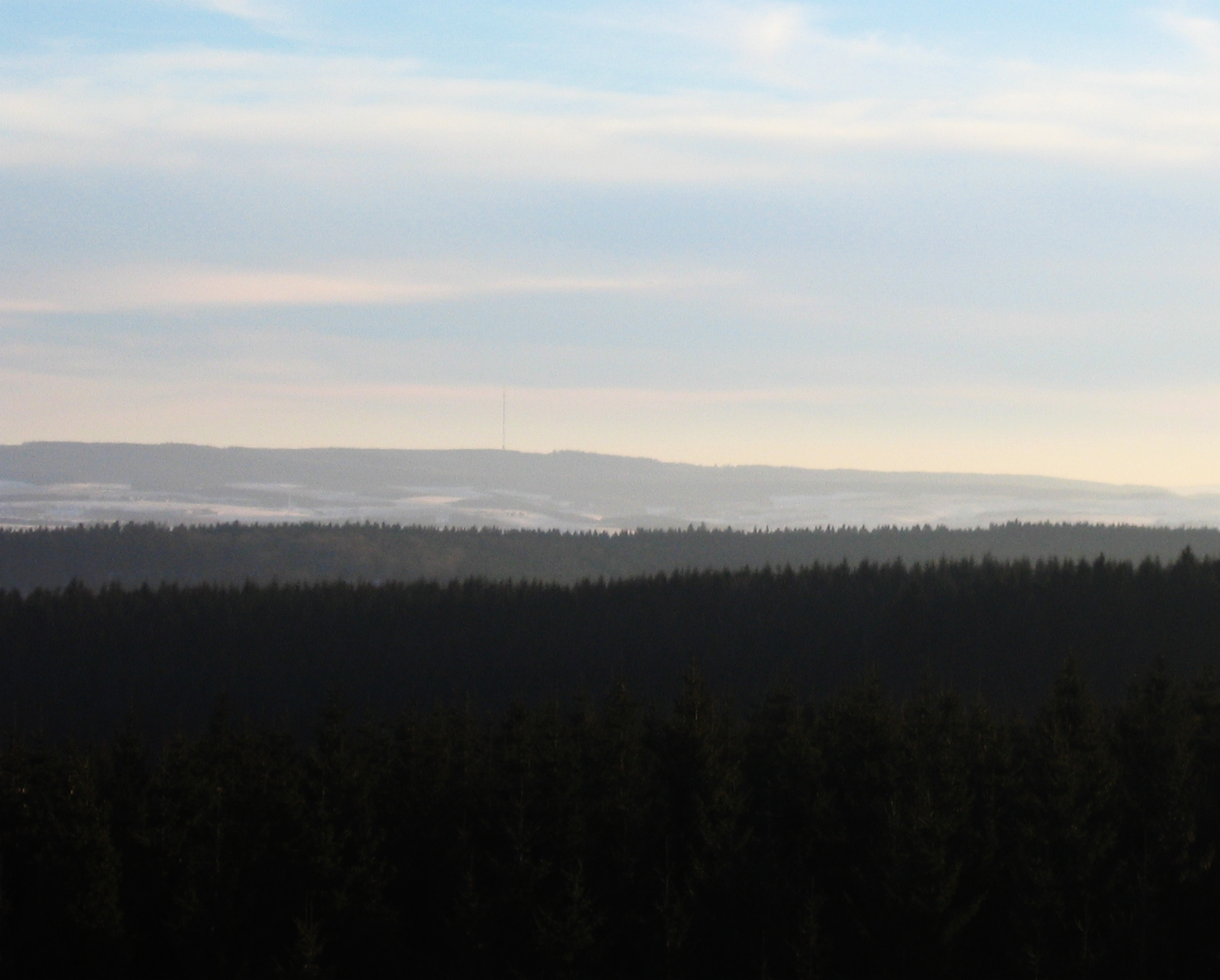
Schwarzer Mann
(Schneifel, Eifel)

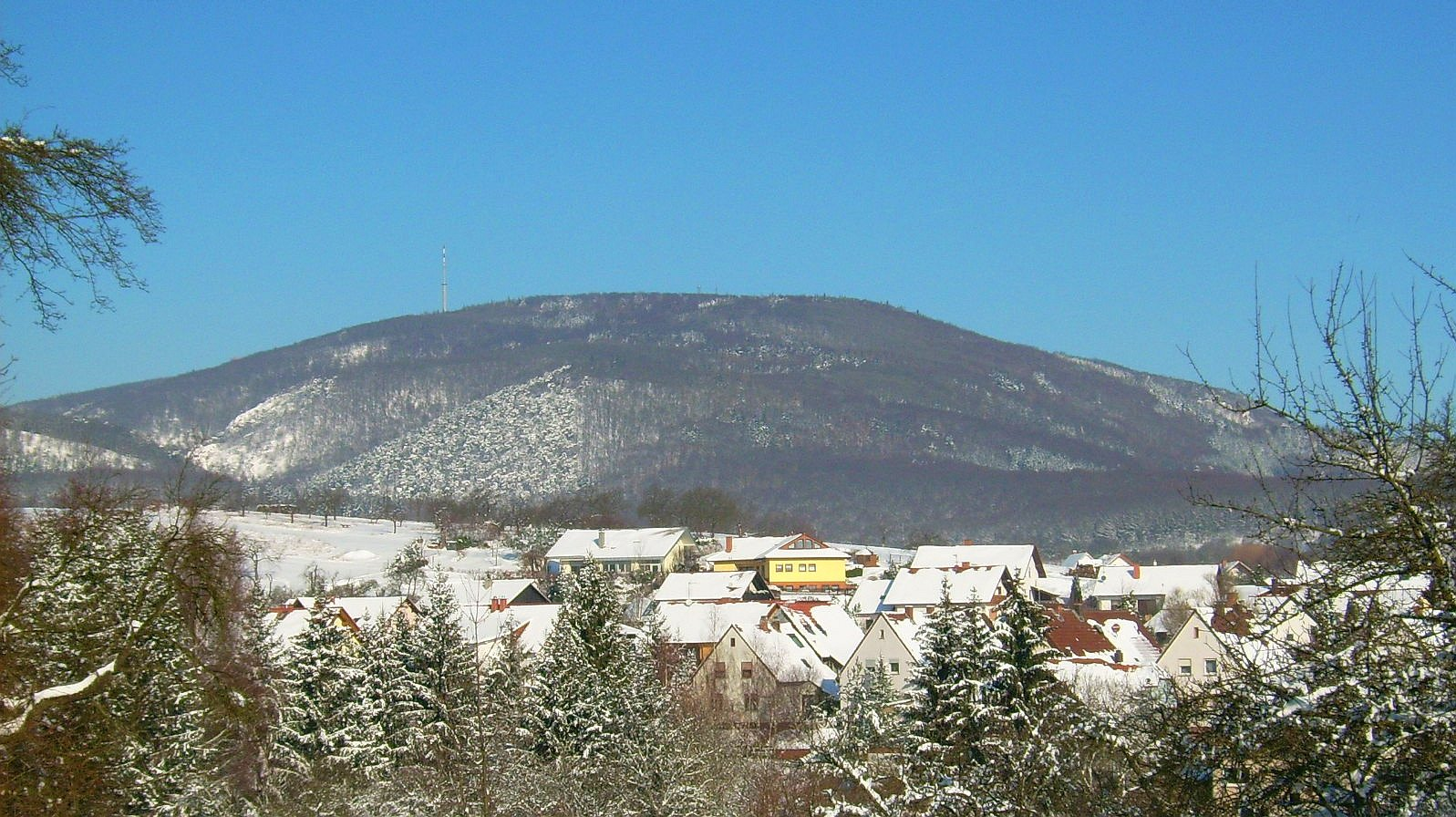
Donnersberg
(Nordpfälzer Bergland)

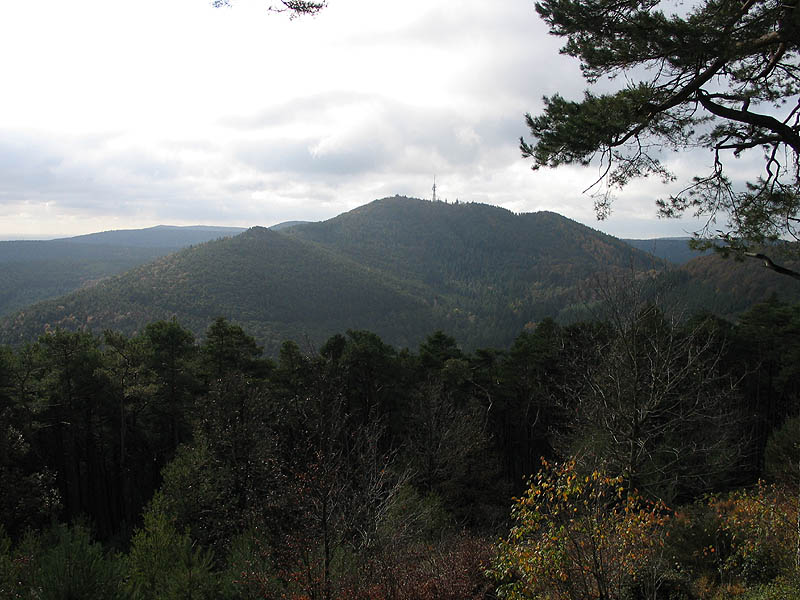
Kalmit
(Haardt, Pfälzerwald)

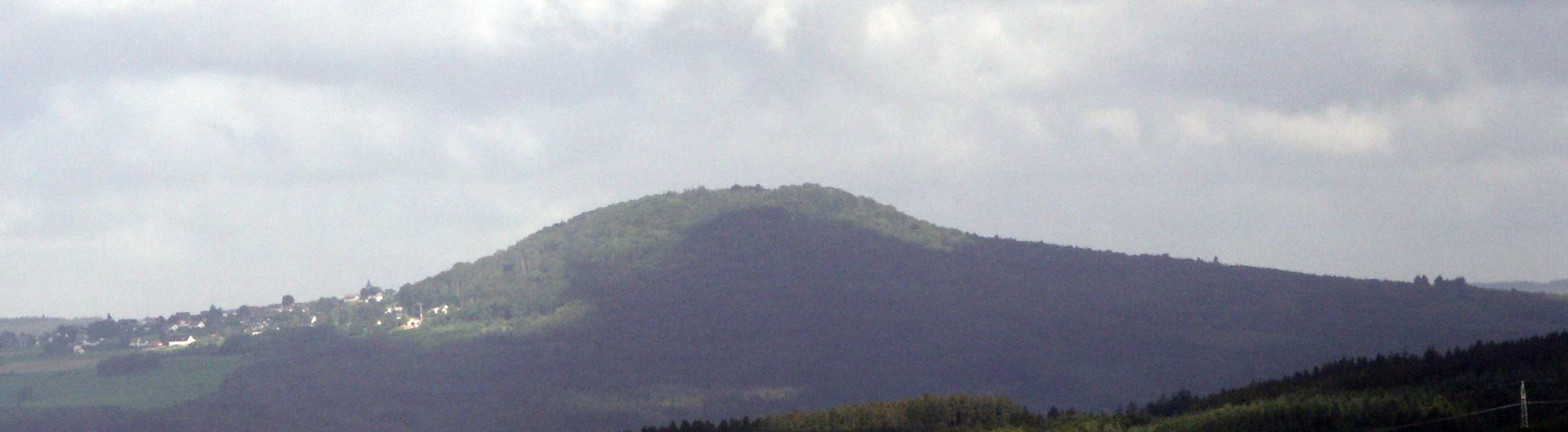
Aremberg
(Ahrgebirge, Eifel)

→ siehe auch: Liste der naturräumlichen Einheiten in Rheinland-Pfalz
| Berg / Erhebung (ggfs. Bergstelle)                                          | Höhe (m ü. NHN)       | Mittelgebirge / Landschaft                          | Bergliste | Landkreis (ggfs. Land-Kürzel), kreisfreie Stadt |
| --------------------------------------------------------------------------- | --------------------- | --------------------------------------------------- | --------- | ----------------------------------------------- |
| Erbeskopf                                                                   | 816,32                | Hunsrück (Schwarzwälder Hochwald)                   | Liste     | Bernkastel-Wittlich                             |
| An den zwei Steinen                                                         | 766,20                | Idarwald Teil des Hunsrück                          | Liste     | Bernkastel-Wittlich, Birkenfeld                 |
| Hohe Acht                                                                   | 746,90                | Eifel (Hohe Eifel)                                  | Liste     | Ahrweiler, Mayen-Koblenz                        |
| Rösterkopf                                                                  | 708,10                | Osburger Hochwald Teil des Hunsrück                 | --- Liste | Trier-Saarburg                                  |
| Ernstberg (Erensberg, Erresberg)                                            | 699,80                | Vulkaneifel Teil der Eifel                          | Liste     | Vulkaneifel                                     |
| namenlose Kuppe (nahe Schwarzer Mann)                                       | 699,10                | Schneifel Teil der Eifel                            | Liste     | Eifelkreis Bitburg-Prüm                         |
| Donnersberg                                                                 | 686,50                | Nordpfälzer Bergland                                | Liste     | Donnersberg                                     |
| Kalmit                                                                      | 672,60                | Pfälzerwald (Haardt)                                | Liste     | Neustadt, Südliche Weinstraße                   |
| Fuchskaute                                                                  | 657,30                | Westerwald (Hoher Westerwald)                       | Liste --- | Westerwald                                      |
| Ellerspring                                                                 | 656,80                | Soonwald Teil des Hunsrück                          | Liste     | Bad Kreuznach                                   |
| Kandrich                                                                    | 638,60                | Binger Wald Teil des Hunsrück                       | Liste     | Bad Kreuznach                                   |
| Aremberg                                                                    | 623,80                | Ahrgebirge (Ahreifel) Teil der Eifel                | Liste     | Ahrweiler                                       |
| Womrather Höhe                                                              | 599,10                | Lützelsoon Teil des Hunsrück                        | Liste     | Bad Kreuznach, Rhein-Hunsrück                   |
| Grauer Kopf Höchster Punkt des Berges in RP auf Grenze zu HE: Gipfel in HE: | 527,00 527,000 543,40 | Taunus (Westlicher Hintertaunus)                    | Liste     | Rhein-Lahn (RP), Rheingau-Taunus (HE)           |
| namenlose Kuppe                                                             | 477,50                | Kondelwald                                          | ---       | Bernkastel-Wittlich                             |
| Asberg                                                                      | 430,20                | Rheinwesterwälder Vulkanrücken Teil des Westerwalds | Liste     | Neuwied                                         |
| Schafstall                                                                  | 423,00                | Moseleifel                                          | Liste     | Cochem-Zell                                     |
| Lemberg                                                                     | 422,80                | Naheland                                            | ---       | Bad Kreuznach                                   |
| Eichelberg (Eichelberg-Koppelberg-Rücken)                                   | 361,00                | Alzeyer Hügelland                                   | Liste     | Donnersbergkreis                                |
| Kappelberg                                                                  | 358,00                | Rheinhessen                                         | Liste     | Alzey-Worms                                     |

## Berge im gesamten Land Rheinland-Pfalz
Name, Höhe, Lage (Ort, Landkreis, Landschaft)
- Erbeskopf (816,32 m), Landkreis Bernkastel-Wittlich, Schwarzwälder Hochwald, Hunsrück
- An den zwei Steinen (766,2 m), Landkreise Bernkastel-Wittlich / Birkenfeld, Idarwald, Hunsrück
- Kahlheid (766,0 m), Landkreis Bernkastel-Wittlich, Idarwald, Hunsrück
- Sandkopf (Neuhütten) (756,8 m), Landkreis Trier-Saarburg, Schwarzwälder Hochwald, Hunsrück
- Steingerüttelkopf (756,6 m), Landkreis Birkenfeld, Idarwald, Hunsrück
- Ruppelstein (755,2 m), Landkreis Birkenfeld, Schwarzwälder Hochwald, Hunsrück
- Hohe Acht (746,9 m), Landkreise Ahrweiler / Mayen-Koblenz, Hohe Eifel, Eifel
- Idarkopf (745,7 m), Landkreis Birkenfeld, Idarwald, Hunsrück
- Sensweiler Höhe (734 m), Landkreise Bernkastel-Wittlich und Birkenfeld, Idarwald, Hunsrück
- Usarkopf (725,0 m), Landkreis Birkenfeld, Idarwald, Hunsrück
- Butterhecker Steinköpfe (723 m), Landkreis Birkenfeld, Schwarzwälder Hochwald, Hunsrück
- Ringelkopf (712 m), Landkreis Birkenfeld, Schwarzwälder Hochwald, Hunsrück
- Rösterkopf (708,1 m), Landkreis Trier-Saarburg, Osburger Hochwald, Hunsrück
- Friedrichskopf (707,4 m), Landkreis Birkenfeld, Dollberge/Schwarzwälder Hochwald, Hunsrück
- Ernstberg (Erensberg, Erresberg) (699,8 m), Landkreis Vulkaneifel, Hohe Eifel, Eifel
- namenlose Kuppe (nahe Schwarzer Mann; 699,1 m), Eifelkreis Bitburg-Prüm, Schneifel, Eifel
- Schwarzer Mann (697,8 m), Eifelkreis Bitburg-Prüm, Schneifel, Eifel
- Teufelskopf (695,0 m), Landkreis Trier-Saarburg, Irrwald/Schwarzwälder Hochwald, Hunsrück
- Schimmelkopf (694,8 m), Landkreis Merzig-Wadern, Irrwald/Schwarzwälder Hochwald, Hunsrück
- Mückenbornberg (692,6 m), Landkreis Trier-Saarburg, Irrwald/Schwarzwälder Hochwald, Hunsrück
- Scharteberg (691,4 m), Landkreis Vulkaneifel, Hohe Eifel, Eifel
- Donnersberg (686,5 m)[3], Donnersbergkreis, Nordpfälzer Bergland
- Prümscheid (674,7 m), Landkreis Vulkaneifel, Hohe Eifel, Eifel
- Wildenburger Kopf (670,7 m), Landkreis Birkenfeld, Schwarzwälder Hochwald, Hunsrück
- Kalmit (672,6 m), Landkreis Südliche Weinstraße, Haardt, Pfälzerwald
- Hohe Wurzel (668,9 m), Landkreis Trier-Saarburg, Osburger Hochwald, Hunsrück
- Schöneberg (668 m), Landkreis Ahrweiler, Schneifel, Eifel
- Wehlenstein (668 m), Landkreis Birkenfeld, Schwarzwälder Hochwald, Hunsrück
- Sandkopf (Kirschweiler) (665 m), Landkreis Birkenfeld, Schwarzwälder Hochwald, Hunsrück
- Seimersberg (663 m), Eifelkreis Bitburg-Prüm, Schneifel, Eifel
- Kesselberg (661,8 m), Landkreis Südliche Weinstraße, Haardt, Pfälzerwald
- Fuchskaute (657,3 m), Westerwaldkreis, Hoher Westerwald, Westerwald
- Ellerspring (656,8 m), Landkreis Bad Kreuznach, Soonwald, Hunsrück
- Stegskopf (654,4 m), Landkreis Altenkirchen, Westerwald
- Salzburger Kopf (654,2 m), Westerwaldkreis, Hoher Westerwald, Westerwald
- Simmerkopf (653 m), Landkreis Rhein-Hunsrück-Kreis, Soonwald, Hunsrück
- Altenberg (651,4 m), Westerwaldkreis, Hoher Westerwald, Westerwald
- Ringkopf (650 m), Landkreis Birkenfeld, Schwarzwälder Hochwald, Hunsrück
- Opel (649 m), Landkreis Bad Kreuznach und Landkreis Rhein-Hunsrück-Kreis, Soonwald, Hunsrück
- Hochsteinchen (648 m), Landkreis Rhein-Hunsrück-Kreis, Soonwald, Hunsrück
- Nerother Kopf (647 m), Landkreis Vulkaneifel, Hohe Eifel, Eifel
- Mörschieder Burr (646 m), Landkreis Birkenfeld, Schwarzwälder Hochwald, Hunsrück
- Prümer Kopf (646 m), Eifelkreis Bitburg-Prüm, Schneifel, Eifel
- Schanzerkopf (643 m), Landkreis Rhein-Hunsrück-Kreis, Soonwald, Hunsrück
- Kühfelder Stein (637,7 m), Westerwaldkreis, Hoher Westerwald, Westerwald
- Eselsberg (637 m), Landkreis Daun, Hohe Eifel, Eifel
- Kandrich (638,6 m), Landkreis Bad Kreuznach, Binger Wald, Hunsrück
- Katzenkopf (637 m), Landkreis Rhein-Hunsrück-Kreis, Soonwald, Hunsrück
- Roßberg (637 m), Landkreis Südliche Weinstraße, Haardt, Pfälzerwald
- Hochberg (Haardt) (636 m), Landkreis Südliche Weinstraße, Haardt, Pfälzerwald
- Homberg (Berg, Westerwald) (635,3 m), Westerwaldkreis, Hoher Westerwald, Westerwald
- Ochsenbaumer Höhe (632 m), Landkreis Rhein-Hunsrück-Kreis, Soonwald, Hunsrück
- Salzkopf (628 m), Landkreis Mainz-Bingen, Binger Wald, Hunsrück
- Aremberg (623,8 m), Landkreis Ahrweiler, Ahrgebirge, Eifel
- Silberich (623 m), Landkreis Birkenfeld, Schwarzwälder Hochwald, Hunsrück
- Alteburg (621 m), Landkreis Bad Kreuznach, Soonwald, Hunsrück
- Vorkastell (620 m), Landkreis Birkenfeld, Dollberge/Schwarzwälder Hochwald, Hunsrück
- Hohe Loog (619 m), Stadt Neustadt an der Weinstraße, Haardt, Pfälzerwald
- Franzosenkopf (618 m), Landkreis Mainz-Bingen, Binger Wald, Hunsrück
- Blättersberg (617,5 m), Landkreis Südliche Weinstraße, Haardt, Pfälzerwald
- Schafkopf (617 m), Landkreis Südliche Weinstraße, Haardt, Pfälzerwald
- Höchstberg (615,9 m), Landkreise Cochem-Zell / Daun, Vulkaneifel, Eifel
- Auf der Wurst (615 m), Landkreis Ahrweiler, Schneifel, Eifel
- Steigerkopf (auch: Schänzel) (613 m), Landkreis Südliche Weinstraße, Pfälzerwald
- Homberg (Berg, Westerwald) (613,0 m), Landkreis Altenkirchen, Hoher Westerwald, Westerwald
- Alsberg (612,6 m), Westerwaldkreis, Westerwald
- Dreiser Höhe (610,8 m), Landkreis Daun, Hohe Eifel, Eifel
- Weißenberg (609,9 m), Landkreis Südwestpfalz, Pfälzerwald
- Eschkopf (609 m), Landkreis Südwestpfalz, Pfälzerwald
- Mosisberg (609 m), Landkreis Südwestpfalz, Pfälzerwald
- Morschenberg (608 m), Landkreis Südliche Weinstraße, Haardt, Pfälzerwald
- Rotsohlberg (607,1 m), Landkreis Südliche Weinstraße, Haardt, Pfälzerwald
- Steffelnkopf (607 m), Landkreis Vulkaneifel, Schneifel, Eifel
- Hortenkopf (606 m), Landkreis Südwestpfalz, Pfälzerwald
- Elsberg (Eifel) (605,0 m), Landkreis Ahrweiler, Hohe-Acht-Bergland, Östliche Hocheifel, Eifel
- Taubenkopf (603,8 m), Stadt Neustadt an der Weinstraße, Haardt, Pfälzerwald
- Heimerich (601 m), Landkreis Altenkirchen, Westerwald
- Womrather Höhe (599,1 m), Landkreis Bad Kreuznach / Rhein-Hunsrück-Kreis, Lützelsoon, Hunsrück
- Teufelsberg (597,6 m), Landkreis Südliche Weinstraße, Haardt, Pfälzerwald
- Hardtkopf (597 m), Eifelkreis Bitburg-Prüm, Südeifel, Eifel
- Daxelberg (590 m), Landkreis Vulkaneifel
- Hochsimmer (587,9 m), Landkreis Mayen-Koblenz, Hohe Eifel
- Herzerberg (585 m), Landkreis Kusel, Nordpfälzer Bergland
- Orensberg (581 m), Landkreis Südliche Weinstraße, Haardt, Pfälzerwald
- Rehberg (577 m), Landkreis Südliche Weinstraße, Haardt, Pfälzerwald
- Stolzberg (572 m), Landkreis Kusel, Nordpfälzer Bergland
- Schindhübel (571 m), Landkreis Bad Dürkheim, Pfälzerwald
- Drachenfels (570,8 m), Landkreis Bad Dürkheim, Pfälzerwald
- Bloskülb (570 m), Landkreis Bad Dürkheim, Pfälzerwald
- Großer Adelberg (569 m), Landkreis Südliche Weinstraße, Pfälzerwald
- Brogberg (567 m), Landkreis Bad Dürkheim, Pfälzerwald
- Hinterer Stoppelkopf (567 m), Landkreis Bad Dürkheim, Pfälzerwald
- Königsberg (567 m), Landkreis Kusel, Nordpfälzer Bergland
- Almersberg (564 m), Landkreis Südliche Weinstraße, Pfälzerwald
- Potzberg (562 m), Landkreis Kusel, Nordpfälzer Bergland
- Steineberger Ley (Steinberger Ley; 558 m), Landkreis Daun, Vulkaneifel, Eifel
- Hohenberg (556 m), Landkreis Südliche Weinstraße, Haardt, Pfälzerwald
- Rockeskyller Kopf (555 m), Landkreis Vulkaneifel, Vulkaneifel
- Weinbiet (554 m), Stadt Neustadt an der Weinstraße, Haardt, Pfälzerwald
- Koppensteiner Höhe (551 m), Landkreis Rhein-Hunsrück-Kreis, Soonwald, Hunsrück
- Hoher List (549 m), Landkreis Vulkaneifel, Vulkaneifel, Eifel
- Selberg (546 m), Landkreis Kusel, Nordpfälzer Bergland
- Alarmstange (545,2 m), Westerwaldkreis, Montabaurer Höhe, Westerwald
- Köppel (540,2 m), Westerwaldkreis, Montabaurer Höhe, Westerwald
- Herrmannsberg (536 m), Landkreis Kusel, Nordpfälzer Bergland
- Bobenthaler Knopf (534 m), Landkreis Südwestpfalz, Pfälzerwald
- Grauer Kopf (etwa 527 m),[4] Rhein-Lahn-Kreis, Westlicher Hintertaunus, Taunus
- Bornberg (520 m), Landkreis Kusel, Nordpfälzer Bergland
- Hohenseelbachskopf (517,5 m), Landkreis Altenkirchen, Südliches Hellerbergland, Westerwald
- Rahnfels (517 m), Landkreis Bad Dürkheim, Haardt, Pfälzerwald
- Eckkopf (516 m), Landkreis Bad Dürkheim, Pfälzerwald
- Gräbersberg (513,1), Westerwaldkreis, Oberer Westerwald, Westerwald
- Großer Eyberg (513 m), Landkreis Südwestpfalz, Pfälzerwald
- Mahlscheid (509,3), Kreis Siegen-Wittgenstein, Südliches Hellerbergland, Westerwald
- Hochthürmerberg (499,8 m), Kreis Euskirchen, Ahrgebirge
- Stabenberg (496 m), Stadt Neustadt an der Weinstraße, Haardt, Pfälzerwald
- Goßberg (494 m), Rhein-Hunsrück-Kreis
- Helleberg (491,3 m), Westerwaldkreis, Oberwesterwald, Westerwald
- Zorner Kopf (487,9 m), Rhein-Lahn-Kreis, Westlicher Hintertaunus, Taunus
- Peterskopf (487 m), Landkreis Bad Dürkheim, Haardt, Pfälzerwald
- Galgenküppel (486,8 m), Rhein-Lahn-Kreis, Westlicher Hintertaunus, Taunus
- Ziegenkopf (485,0 m), Rhein-Lahn-Kreis, Westlicher Hintertaunus, Taunus
- namenlose Kuppe (477,5 m), Landkreis Bernkastel-Wittlich, Kondelwald
- Weilerskopf (470 m), Landkreis Bad Dürkheim, Haardt, Pfälzerwald
- Unnerküppel (468,4 m), Rhein-Lahn-Kreis, Westlicher Hintertaunus, Taunus
- Dachsköpfe (456,6 m), Rhein-Lahn-Kreis, Westlicher Hintertaunus, Taunus
- Weißler Höhe (Weißlerhöhe; 456,2 m), Rhein-Lahn-Kreis, Westlicher Hintertaunus, Taunus
- Ahlwieser Kopf (448,9 m), Rhein-Lahn-Kreis, Westlicher Hintertaunus, Taunus
- Ringmauer (448,9 m), Rhein-Lahn-Kreis, Westlicher Hintertaunus, Taunus
- Heidenberg (445 m), Wattenheim, Kreis Bad Dürkheim, Pfälzerwald
- Hohe Bühl (444 m), Wattenheim, Kreis Bad Dürkheim, Pfälzerwald
- Höchst (443,5 m) Rhein-Lahn-Kreis, Eppenroder Hochfläche, Niederwesterwald, Westerwald
- Wehrholz (443,4 m), Rhein-Lahn-Kreis, Westlicher Hintertaunus, Taunus
- Hoher Wald (441,1 m), Rhein-Lahn-Kreis, Westlicher Hintertaunus, Taunus
- Platte (439 m), Wattenheim, Kreis Bad Dürkheim, Pfälzerwald
- Schafkopf (439 m), Wattenheim, Kreis Bad Dürkheim, Pfälzerwald
- Asberg (430,2 m), Landkreis Neuwied, Erpel / Unkel, Rheinwesterwälder Vulkanrücken, Westerwald
- Meerberg (Düstemich; 429,1 m), Landkreis Neuwied, Linz, Rheinwesterwälder Vulkanrücken, Westerwald
- Spitzkopf (429 m), Landkreis Bad Dürkheim, Pfälzerwald
- Dernbacher Kopf (427 m), Landkreis Neuwied, Dernbach, Westerwald
- Habichtskopf, (426,8 m), Simmertal, Landkreis Bad Kreuznach, Seesbach-Spabrücker Hochfläche, Saar-Nahe-Bergland
- Eichelberg (Zorner Hochfläche) (426,1 m), Strüth, Rhein-Lahn-Kreis, Westlicher Hintertaunus, Taunus
- Oberhorst (424,9 m), Rhein-Lahn-Kreis, Westlicher Hintertaunus, Taunus
- Schafstall (423,0 m), Landkreis Cochem-Zell, Moseleifel
- Lemberg (422,8 m), Landkreis Bad Kreuznach, Naheland
- Malberg (422,0 m), Westerwaldkreis, Niederwesterwald, Westerwald
- Linsenberg (421,3 m), Rhein-Lahn-Kreis, Westlicher Hintertaunus, Taunus
- Schönauer Höhe (421,2 m), Rhein-Lahn-Kreis, Westlicher Hintertaunus, Taunus
- Hochberg (Wasgau) (421 m), Landkreis Südwestpfalz, Wasgau, Pfälzerwald
- Heinborn (Hainborn) (420,8 m), Rhein-Lahn-Kreis, Westlicher Hintertaunus, Taunus
- Heidenberg (420 m), Landkreis Südwestpfalz, Wasgau, Pfälzerwald
- Ergenstein (419,7 m), Rhein-Lahn-Kreis, Westlicher Hintertaunus, Taunus
- Bettberg (416,6 m), Rhein-Lahn-Kreis, Westlicher Hintertaunus, Taunus
- Wolfsbusch (415,6 m), Rhein-Lahn-Kreis, Westlicher Hintertaunus, Taunus
- Feldseyer Kopf (413,5 m), Rhein-Lahn-Kreis, Westlicher Hintertaunus, Taunus
- Hummelsberg (407,4 m), Landkreis Neuwied, Niederwesterwald, Westerwald
- Minderberg (ca. 405 m), Landkreis Neuwied, Linz, Niederwesterwald, Westerwald
- Mainzer Berg (403 m), Landkreis Bad Dürkheim, Pfälzerwald
- Sandkopf (Taunus) (400,7 m), Rhein-Lahn-Kreis, Westlicher Hintertaunus, Taunus
- Horstberg (397,9 m), Rhein-Lahn-Kreis, Westlicher Hintertaunus, Taunus
- Hühnerkopf (392,3 m), Rhein-Lahn-Kreis, Westlicher Hintertaunus, Taunus
- Tennenberg (391,2 m), Rhein-Lahn-Kreis, Westlicher Hintertaunus, Taunus
- Beulskopf (388,2 m), Landkreis Altenkirchen, Westerwald
- Algenrother Berg (386 m), Rhein-Lahn-Kreis, Westlicher Hintertaunus, Taunus
- Habichtskopf, (384,5 m), Kirn, Landkreis Bad Kreuznach, Kirner Nahetal, Saar-Nahe-Bergland
- Deuerberg (383,1 m), Rhein-Lahn-Kreis, Westlicher Hintertaunus, Taunus
- Kühkopf (382 m), Stadt Koblenz, Hunsrück
- Kirschenkopf (381,4 m), Rhein-Lahn-Kreis, Westlicher Hintertaunus, Taunus
- Hohen Malberg (380,7 m), Rhein-Lahn-Kreis, Westlicher Hintertaunus, Taunus
- Calmont (380,6 m), Landkreis Cochem-Zell, Moseleifel
- Remigiusberg (368 m), Landkreis Kusel, Nordpfälzer Bergland
- Molsberger Kopf (366,25 m), Rhein-Lahn-Kreis, Westlicher Hintertaunus, Taunus
- Hilberstiel (366,1 m), Rhein-Lahn-Kreis, Westlicher Hintertaunus, Taunus
- Steinhübel (365,2 m), Landkreis Neuwied, Erpel, Rheinwesterwälder Vulkanrücken, Westerwald
- Knottenberg (363,8 m), Rhein-Lahn-Kreis, Westlicher Hintertaunus, Taunus
- Eichelberg (Eichelberg-Koppelberg-Rücken) (361 m), Orbis, Donnersbergkreis, Bolander Randhöhen, Alzeyer Hügelland
- Großer Gübel (360,4 m), Rhein-Lahn-Kreis, Westlicher Hintertaunus, Taunus
- Wormser Berg (360,4 m), Rhein-Lahn-Kreis, Westlicher Hintertaunus, Taunus
- Guckeberg (358,8 m), Rhein-Lahn-Kreis, Westlicher Hintertaunus, Taunus
- Kappelberg (358 m), Landkreis Alzey-Worms, Donnersbergmassiv, Nordpfälzer Bergland
- Eichelberg (Zentrale Katzenelnbogener Hochfläche) (355,4 m), Lohrheim, Rhein-Lahn-Kreis, Westlicher Hintertaunus, Taunus
- Löhrberg (350 m), Rhein-Lahn-Kreis, Westlicher Hintertaunus, Taunus
- Hasseln (349,9 m), Rhein-Lahn-Kreis, Westlicher Hintertaunus, Taunus
- Neuwegerberg (349,7 m), Rhein-Lahn-Kreis, Westlicher Hintertaunus, Taunus
- Hardungsberg (349,2; m), Rhein-Lahn-Kreis, Westlicher Hintertaunus, Taunus
- Itelsberg (349,7 m), Rhein-Lahn-Kreis, Westlicher Hintertaunus, Taunus
- Liescher Berg (347 m), Landkreis Trier-Saarburg, Saargau
- Gangelsberg (340,0 m), Landkreis Bad Kreuznach, Naheland
- Schaarheck (340 m), Rhein-Lahn-Kreis, Westlicher Hintertaunus, Taunus
- Springerskopf (339,9 m), Rhein-Lahn-Kreis, Westlicher Hintertaunus, Taunus
- Weisselei (337,6 m), Rhein-Lahn-Kreis, Westlicher Hintertaunus, Taunus
- Bitternell (336,7 m), Neuleiningen, Landkreis Bad Dürkheim, Göllheimer Hügelland im Alzeyer Hügelland
- Malbergskopf (334,0 m), Rhein-Lahn-Kreis, Westlicher Hintertaunus, Taunus
- Korbacher Kopf (331 m), Rhein-Lahn-Kreis, Westlicher Hintertaunus, Taunus
- Gemeindeberg (327,3 m), Landkreis Bad Dürkheim, Alzeyer Hügelland
- Karlskopf (322,9 m), Rhein-Lahn-Kreis, Westlicher Hintertaunus, Taunus
- Betschieder Kopf (321,3 m), Rhein-Lahn-Kreis, Westlicher Hintertaunus, Taunus
- Diezer Kopf (321,2 m), Rhein-Lahn-Kreis, Westlicher Hintertaunus, Taunus
- Langhecker Kopf (321,1 m), Rhein-Lahn-Kreis, Westlicher Hintertaunus, Taunus
- Birkelstein (317,0 m), Rhein-Lahn-Kreis, Westlicher Hintertaunus, Taunus
- Teufelsstein (317 m), Landkreis Bad Dürkheim, Haardt, Pfälzerwald
- Quirnheimer Berg (316,6 m), Landkreis Bad Dürkheim, Höhenzug Gerstenberg, Alzeyer Hügelland
- Layer Kopf, (312,7 m), Stadt Koblenz, Waldescher Rheinhunsrück, Hunsrück
- Stergkopf (312,2 m), Rhein-Lahn-Kreis, Westlicher Hintertaunus, Taunus
- Schrotwieser Berg (307,3 m), Rhein-Lahn-Kreis, Westlicher Hintertaunus, Taunus
- Birkig (306,0 m), Erpel, Landkreis Neuwied, Niederwesterwald, Westerwald
- Mont Royal (305 m), Landkreis Bernkastel-Wittlich, Kondelwald
- Wingertsberg (Laacher Vulkane), (300 m), Mendig, Landkreis Mayen-Koblenz,  Unteres Mittelrheingebiet
- Harmorgenberg (297,0 m), Neuwied, Landkreis Neuwied, Sayn-Wied-Hochfläche, Niederwesterwald, Westerwald
- Saukopf (296,4 m), Donnersbergkreis, Alzeyer Hügelland
- Keilköpfchen (292,6 m), Treis-Karden, Landkreis Cochem-Zell, Nordöstlicher Moselhunsrück, Hunsrück
- Ahrenberg (292,0 m), Nack, Landkreis Alzey-Worms, Rheinhessen
- Eischeider Kopf (292,0 m), Unkel, Landkreis Neuwied, Niederwesterwald, Westerwald
- Eschberg (287,5 m), Treis-Karden, Landkreis Cochem-Zell, Nordöstlicher Moselhunsrück, Hunsrück
- Nassauer Berg (286,1 m), Rhein-Lahn-Kreis, Westlicher Hintertaunus, Taunus
- Löhrchen (283,9 m), Rhein-Lahn-Kreis, Westlicher Hintertaunus, Taunus
- Jakobsberg (273,8 m), Landkreis Mainz-Bingen, Rheinhessisches Hügelland
- Napoleonshöhe (271,4 m), Landkreis Mainz-Bingen, Rheinhessisches Hügelland
- Wißberg (270,2 m), Landkreis Mainz-Bingen, Rheinhessisches Hügelland
- Kleine Kalmit (270,5 m), Landkreis Südliche Weinstraße/Landau in der Pfalz
- Kehrerberg (Kanzel) (260,1 m), Seelbach, Rhein-Lahn-Kreis, Westlicher Hintertaunus, Taunus
- Teufelsrutsch (ca. 260 m), Landkreis Alzey-Worms, Rheinhessisches Hügelland
- Verbrannter Berg (256,4 m), Treis-Karden, Landkreis Cochem-Zell, Nordöstlicher Moselhunsrück, Hunsrück
- Honigküppel (254 m), Rhein-Lahn-Kreis, Westlicher Hintertaunus, Taunus
- Mainzer Berg (249,1 m), Landkreis Mainz-Bingen, Rheinhessisches Hügelland
- Westerberg (247,5 m), Landkreis Mainz-Bingen, Rheinhessisches Hügelland
- Zotzenheimer Horn (247,5 m), Landkreis Mainz-Bingen, Rheinhessisches Hügelland
- Petersberg (245,6 m), Landkreis Alzey-Worms, Rheinhessen
- Rochusberg (245 m), Landkreis Mainz-Bingen, Rheinhessisches Hügelland
- Welschmichelkopf (241,2 m), Rhein-Lahn-Kreis, Westlicher Hintertaunus, Taunus
- Heidenpütz (240 m), Rhein-Lahn-Kreis, Westlicher Hintertaunus, Taunus
- Dungkopf (238,2 m), Remagen, Landkreis Ahrweiler, Unteres Mittelrheingebiet
- Lerchenberg (max. 233,8 m), kreisfreies Mainz, Rheinhessisches Hügelland
- Himbrich (233 m), Remagen, Landkreis Ahrweiler, Unteres Mittelrheingebiet
- Ahlwegskopf (231,25 m), Rhein-Lahn-Kreis, Westlicher Hintertaunus, Taunus
- Nilgeskopf (225,1 m), Rhein-Lahn-Kreis, Westlicher Hintertaunus, Taunus
- Wingertsberg (Rhein-Ahr-Terrassen) (214 m), Remagen, Landkreis Ahrweiler, Unteres Mittelrheingebiet
- Berschberg (212,5 m), Remagen, Landkreis Ahrweiler, Unteres Mittelrheingebiet
- Rodderberg (196,1 m), Remagen, Landkreis Ahrweiler, Unteres Mittelrheingebiet
- Leidenberg (184,3 m), Unkel, Landkreis Neuwied, Linzer Terrasse, Unteres Mittelrheingebiet
- Wingertsberg (Mittelrheinisches Becken) (181,1 m), Neuwied, Landkreis Neuwied, Wollendorf-Gladbacher Beckenhang, Mittelrheinisches Becken
- Heldenköpfchen (178,8 m), Remagen, Landkreis Ahrweiler, Unteres Mittelrheingebiet
- Kreuzberg (177,0 m), Neuwied, Landkreis Neuwied, Wollendorf-Gladbacher Beckenhang, Mittelrheinisches Becken
- Ehrenbreitstein (etwa 175,1–180 m), Stadt Koblenz, Mittelrheinisches Becken
- Birgeler Kopf (174 m), Remagen, Landkreis Ahrweiler, Unteres Mittelrheingebiet
- Wilhelmsberg (172,5 m), Remagen, Landkreis Ahrweiler, Unteres Mittelrheingebiet
- Sonnenberg (Unteres Mittelrheingebiet) (167,7 m), Remagen, Landkreis Ahrweiler, Unteres Mittelrheingebiet
- Stuxberg (142 m), Unkel, Landkreis Neuwied, Linzer Terrasse, Unteres Mittelrheingebiet
- Elsberg (Unteres Mittelrheingebiet) (138 m), Unkel, Landkreis Neuwied, Linzer Terrasse, Unteres Mittelrheingebiet
- Koppel (136 m), Rheinbreitbach, Landkreis Neuwied, Linzer Terrasse, Unteres Mittelrheingebiet